# Adolf Harbich
Adolf Harbich (geboren 15. April 1887 in Laibach, Österreich-Ungarn; gestorben 8. Mai 1970 in Wiesbaden) war ein deutscher Opernsänger (Bariton).

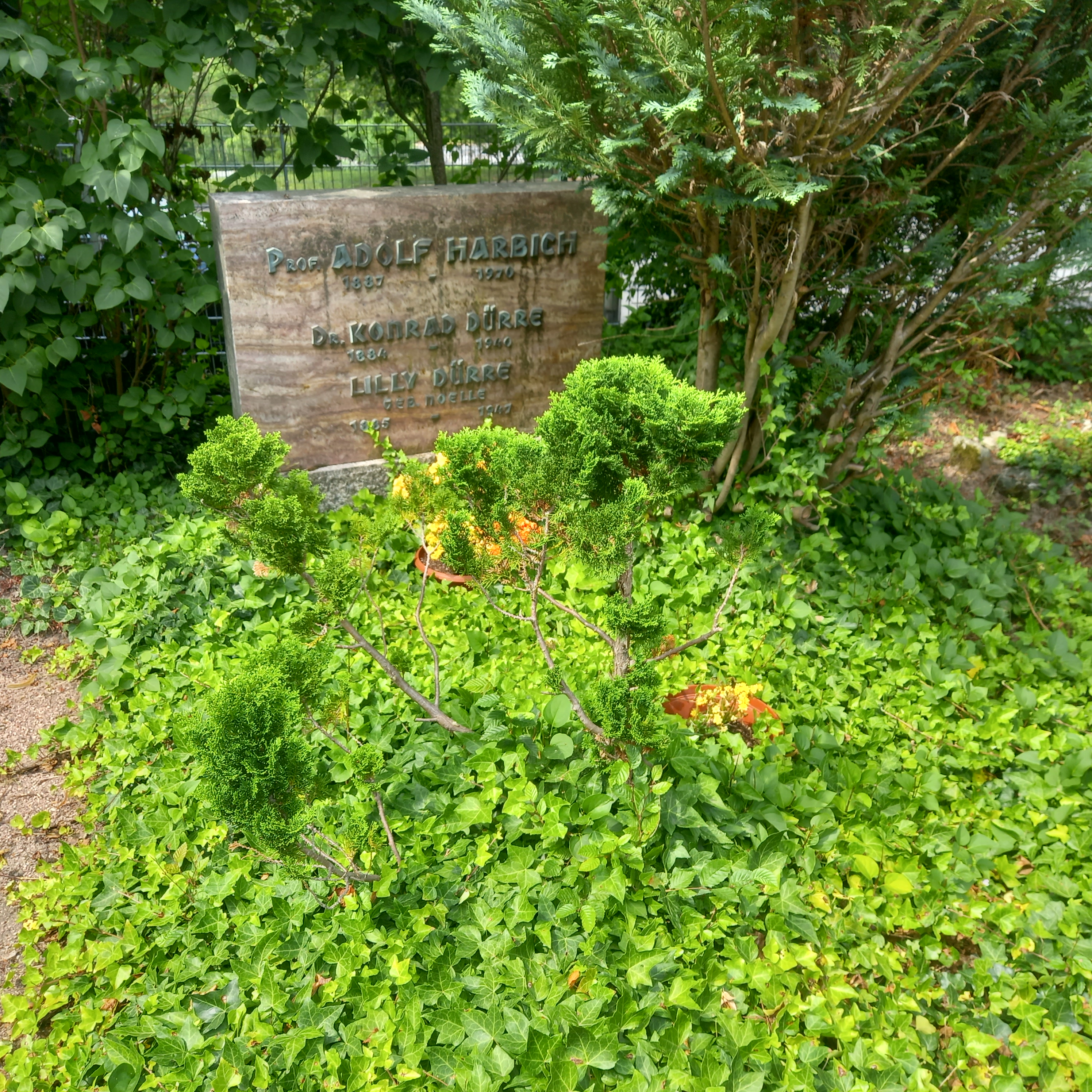
Das Grab von Adolf Harbich auf dem Friedhof Sonnenberg in Wiesbaden

## Leben
Adolf Harbich erhielt seine musikalische Ausbildung in Wien und debütierte 1920 am Stadttheater Graz, dessen Mitglied er bis 1923 war. 1923 bis 1937 sang er am Staatstheater Wiesbaden. Er trat aktiv gegen den jüdischen Intendanten in Wiesbaden Paul Bekker auf und bereits zum 1. Mai 1932 trat er der NSDAP bei (Mitgliedsnummer 1.121.761). Nach der Machtübergabe an die Nationalsozialisten 1933 denunzierte er jüdische Ensemble-Mitglieder.
Harbich heiratete 1929 die Sängerin Olly Heidenreich (1899–1945), die seit 1927 in Wiesbaden engagiert war. Heidenreich und ihre drei Brüder wurden von den Nationalsozialisten verdächtigt, jüdischer Herkunft zu sein. Im Unterschied zu ihren Brüdern, die ihre Stellen verloren, stand Olly Heidenreich unter der Protektion ihrer Freundin Emmy Sonnemann, Lebensgefährtin und ab 1935 Ehefrau des preußischen Ministerpräsidenten Hermann Göring, dem auch die Wiesbadener Oper unterstand. Als aber das Wiesbadener Theater 1936 als „Reichsbühne“ in den Zuständigkeitsbereich des Reichspropagandaministeriums kam, wurde Heidenreich entlassen und erhielt ein Berufsverbot. Harbich als nunmehr „jüdisch Versippter“ musste 1937 an das Staatstheater Kassel ausweichen, wo seine Gage aus der Schatulle des preußischen Ministerpräsidenten gezahlt wurde.
Harbichs Probleme endeten, als die Reichsstelle für Sippenforschung 1939 einen außerehelichen und arischen Vater für Olga Helene Heidenreich-Harbich attestierte, sie nahm aber ihre Karriere nicht mehr auf, 1945 wurde sie ein Opfer des Luftkriegs. Harbich war 1941 und 1942 als Gast am Theater von Aussig im Sudetenland verpflichtet. Seit 1940 nahm er einen Lehrauftrag an der Musikhochschule Prag im Protektorat Böhmen und Mähren wahr, 1943 wurde er dort zum Professor ernannt.
Beim Entnazifizierungsverfahren in Wiesbaden wurde Harbich als Mitläufer eingestuft und zu einer Sühneleistung von eintausend RM verurteilt.

## Rollen
Harbich sang in Kassel 1939 in der Uraufführung der Oper Elisabeth von England von Paul von Klenau die Rolle des Cecil; bereits 1931 hatte er in Wiesbaden die Titelrolle in der deutschen Erstaufführung von Tschaikowskis Mazeppa übernommen.
Er wurde zu Gastspielen an die Berliner Staatsoper und an das Teatro Liceo Barcelona eingeladen. 1936 sang er an der Oper von Monte Carlo den Wanderer und den Gunther im Ring des Nibelungen, 1939 an der Mailänder Scala den Wanderer. Harbich war vornehmlich ein Wagner-Sänger: den Hans Sachs in den Meistersingern hat er über 350-mal gesungen, außerdem den Wotan im Ring des Nibelungen, die Titelpartie im Holländer, den Telramund im Lohengrin und den Kurwenal im Tristan. Er sang auch in Strauss-Opern, große Rollen in Verdi-Opern und auch den Scarpia in Tosca und den Escamillo in Carmen.